# Rusofobie

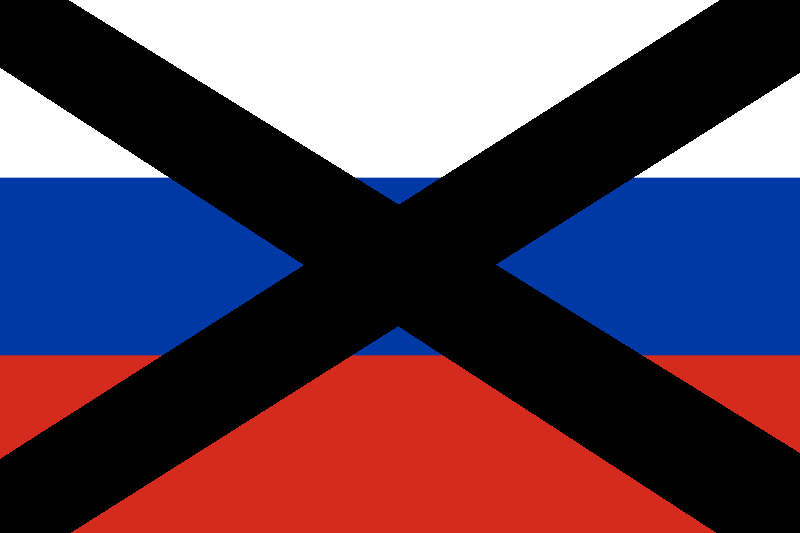

Rusofobie je nepřátelský vztah k Rusům a všemu ruskému, případně strach z Rusů.  Opakem rusofobie je rusofilství.

## Rusofobie v Česku
Ruská federace je po sametové revoluci českou veřejností vnímána jako jeden z nejméně populárních států.
Postoj k Rusku polarizoval českou společnost již od národního obrození. Tak například člen českého zahraničního odboje Josef Dürich chtěl, aby se ruský car stal i českým králem, zatímco Masaryk a Beneš byli toho názoru, že Rusko se zajímá o jiné Slovany pouze tehdy, je-li to v jeho velmocenském zájmu. Obdobné stanovisko jako Dürich zastával Karel Kramář.